# Почесні громадяни Кракова
| Почесний громадянин           | Дата присвоєння   | Зауваги                                              |
| ----------------------------- | ----------------- | ---------------------------------------------------- |
| Анджей Еттмаєр д'Адельсбурґ   | грудень 1850      | –                                                    |
| Гайнріх Ярослав Клам-Мартініц | травень 1857      | –                                                    |
| Анджей Зайдлер-Вішьлянський   | 4 листопада 1858  | –                                                    |
| Фридерик Вукасович            | 3 травня 1860     | –                                                    |
| Адам Потоцький                | 18 листопада 1861 | –                                                    |
| Юзеф Дітль                    | 18 листопада 1861 | –                                                    |
| Францішек Смолька             | 18 листопада 1861 | –                                                    |
| Ріхард Белькреді              | 18 жовтня 1866    |                                                      |
| Аґенор Ґолуховський           | 3 січня 1867      | –                                                    |
| Людвік Поссінґер-Хоборський   | 3 грудня 1868     | –                                                    |
| Людвік Каєтан Руліковський    | 14 жовтня 1869    | –                                                    |
| Владислав Чарторийський       | 7 жовтня 1880     | –                                                    |
| Миколай Зиблікевич            | 1 лютого 1881     | –                                                    |
| Юзеф Маєр                     | 25 травня 1881    | –                                                    |
| Ян Матейко                    | 18 жовтня 1882    | 23 травня 1892 повернув диплом                       |
| Октав Петруський              | 1 квітня 1886     | –                                                    |
| Генрик Кєшковський            | 1 травня 1886     | –                                                    |
| Юліян Дунаєвський             | 2 червня 1887     | –                                                    |
| Францішек Смолька             | 16 жовтня 1888    | Звання присвоєне вдруге                              |
| Павел Попель                  | 6 травня 1890     | –                                                    |
| Фелікс Шляхтовський           | 2 лютого 1894     | –                                                    |
| Казимир Фелікс Бадені         | 17 грудня 1894    | –                                                    |
| Мацей Якубовський             | 6 лютого 1908     | –                                                    |
| Владислав Желенський          | 23 листопада 1912 | –                                                    |
| Тадеуш Рутовський             | 18 лютого 1917    | –                                                    |
| Владислав Бандурський         | 28 січня 1932     | –                                                    |
| Юзеф Пілсудський              | 3 жовтня 1933     | –                                                    |
| Адам Стефан Сапіга            | 12 червня 1937    | –                                                    |
| Людвік Сольський              | 28 квітня 1951    | –                                                    |
| Іван Конєв                    | 23 квітня 1955    | 8 травня 1992 рішенням Ради міста позбавлений звання |
| Юзеф Циранкевич               | 26 квітня 1961    | 8 травня 1992 рішенням Ради міста позбавлений звання |
| Людвік Свобода                | 2 вересня 1969    | 8 травня 1992 рішенням Ради міста позбавлений звання |
| Міхал Жимєрський              | 27 квітня 1981    | 8 травня 1992 рішенням Ради міста позбавлений звання |
| Генрик Яблонський             | 5 січня 1988      | 8 травня 1992 рішенням Ради міста позбавлений звання |
| Славомир Мрожек               | 15 червня 1990    | –                                                    |
| Лех Валенса                   | 24 серпня 1990    | –                                                    |
| Маргарет Тетчер               | 27 вересня 1991   | –                                                    |
| Едвард Бернард Рачинський     | 14 травня 1993    | –                                                    |
| Вацлав Єнджеєвич              | 14 травня 1993    | –                                                    |
| Станіслав Мачек               | 14 травня 1993    | –                                                    |
| Адам Бень                     | 14 травня 1993    | –                                                    |
| Брор Ганссон                  | 14 травня 1993    | –                                                    |
| Чеслав Мілош                  | 15 жовтня 1993    | –                                                    |
| Пйотр Скшинецький             | 22 квітня 1994    | –                                                    |
| Джордж Буш                    | 27 травня 1994    | –                                                    |
| Рональд Рейган                | 27 травня 1994    | –                                                    |
| Сергій Ковальов               | 24 травня 1995    | –                                                    |
| Здзіслав Пешковський          | 20 березня 1996   | –                                                    |
| Генк Браун                    | 23 жовтня 1996    | –                                                    |
| Едвард Москаль                | 9 січня 1997      | –                                                    |
| Станіслав Лем                 | 29 січня 1997     | –                                                    |
| Ришард Куклінський            | 7 травня 1997     | –                                                    |
| Віслава Шимборська            | 10 листопада 1997 | –                                                    |
| Ришард Качоровський           | 22 жовтня 1999    | –                                                    |
| Богдан Зєлінський             | 13 січня 1999     | –                                                    |
| Норман Дейвіс                 | 31 березня 1999   | –                                                    |
| Адам Студзінський             | 28 квітня 1999    | –                                                    |
| Ян Новак-Єзьоранський         | 7 листопада 2001  | –                                                    |
| Збігнєв Бжезінський           | 7 листопада 2001  | –                                                    |
| Іштван Ковач                  | 21 травня 2003    | –                                                    |
| Томаш Павловський             | 15 жовтня 2004    | –                                                    |
| Альбін Малисяк                | 22 червня 2005    | –                                                    |
| Фрідріх Маґіріус              | 3 жовтня 2005     | –                                                    |
| Мар'ян Яворський              | 8 червня 2006     | –                                                    |
| Данута Міхаловська            | 27 лютого 2008    | –                                                    |
| Болеслав Нєчуя-Островський    | 28 травня 2008    | –                                                    |
| Станіслав Дзівіш              | 22 квітня 2009    | –                                                    |
| Ґабріель Туровський           | 14 вересня 2011   | –                                                    |
| Мєчислав Томашевський         | 11 липня 2012     | –                                                    |
| Владислав Бартошевський       | 19 грудня 2012    | –                                                    |
| Кшиштоф Пендерецький          | 12 червня 2013    | –                                                    |
| Владислав Стружевський        | 25 вересня 2013   | –                                                    |
| Станіслав Юхнович             | 25 вересня 2013   | –                                                    |
| Ришард Горовіц                | 26 березня 2014   | –                                                    |
| Леопольд Козловський-Кляйнман | 26 березня 2014   | –                                                    |
| Єжи Брила                     | 21 травня 2014    | –                                                    |
| Адам Мецедонський             | 10 вересня 2014   | –                                                    |
| Єжи Бузек                     | 8 липня 2015      | –                                                    |
| Бісерка Раджич                | 25 квітня 2018    | –                                                    |
| Януш Скальський               | 25 квітня 2018    | –                                                    |
| Антоні Дзятков'як             | 8 травня 2019     | –                                                    |
| Анджей Млєчко                 | 9 червня 2021     | –                                                    |
| Ольга Токарчук                | 9 червня 2021     | –                                                    |
| Ванда Полтавська              | 11 травня 2022    | –                                                    |
| Єжи Треля                     | 11 травня 2022    | –                                                    |
| Анна Димна                    | 22 травня 2024    | –                                                    |

Звання почесних громадянина Кракова позбавлено: Івана Конєва, Юзефа Циранкевича, Людвіка Свободу, Генрика Яблонського і Міхала Жимєрського.